# フリードリヒ・ズール

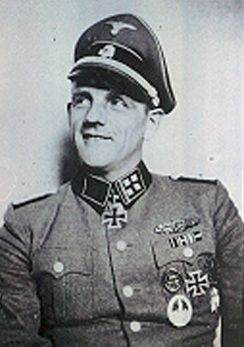
フリードリヒ・ズールSS中佐

フリードリヒ・ズール（Friedrich Suhr, 1907年5月6日 - 1946年5月31日）は、ドイツの軍人、法学者。ナチス・ドイツの時代、親衛隊（SS）将校を務め、国家保安本部（RSHA）では第II局A3課（法制業務・損害賠償対応担当）課長や第IV局B4課（ユダヤ人問題担当）課員として勤務した。また、アインザッツグルッペンではゾンダーコマンド4b隊長やアインザッツコマンド6隊長としてロシア方面の作戦に従事した。フランス方面の保安警察及びSD司令官も務めた。SS将校としての最終階級は親衛隊中佐。上級公務員（Regierungsrat）としての肩書も与えられていた。

## 経歴
1907年、リューネブルクにて生を受ける。彼はゲッティンゲン大学およびフライブルク大学で法学を学び、法学博士（Dr. jur.）の学位を得た。
1933年2月1日、親衛隊（SS）に入隊する。この時与えられた隊員番号は65,824であった。さらにNSDAPの権力掌握後の1933年5月1日には国家社会主義ドイツ労働者党（NSDAP, ナチ党）へ入党し、党員番号2,623,241を与えられた。

### 国家保安本部
1940年3月、ズールはパウル・ミューリウスSS少佐の後任として国家保安本部第II局A3課の課長に就任した。1940年7月19日に作成された彼の履歴書によれば、ヴェルナー・ベストが更迭された1940年5月末頃から第II局局長代行も務めていたという。
1941年7月から1942年秋、アドルフ・アイヒマンが課長を務めていた第IV局B4課（ユダヤ人問題担当）に部門長（Sachgebietsleiter）として務める。この職にある間、ズールは東部占領地域省（ローゼンベルク事務所）で1942年1月29日に開かれた「東部占領地域におけるユダヤ人定義の規約」に関する会議に参加している。この会議は1942年1月20日に開かれたヴァンゼー会議の直後に行われ、「本人がユダヤ教徒であるか、少なくとも片方の親がユダヤ教徒である者はユダヤ人と見なす」という旨が決定された。さらに東部占領地域省ユダヤ人問題担当局長エアハルト・ヴェッツェルの提案により、混血者も排除の対象とされた。
1942年10月、ズールはRSHAにて開かれた「最終的解決」関連の会議に参加する。
その後、妻グレーテル・ズール（Gretel Suhr）との話し合いを経てB4課の仕事から手を引くが、これに対する懲罰として1942年11月からロシア戦線に派遣されることになる。

### アインザッツグルッペン
1942年11月、ズールはアインザッツグルッペンのアインザッツグルッペCゾンダーコマンド4b隊長に任命された。1943年8月5日にはアインザッツコマンド6隊長となり、以後1943年11月まで務めた。

### 在仏保安警察及びSD司令官
アインザッツグルッペンでの勤務を終え、ズールは在仏保安警察及びSD司令官（BdS）に任命された。1944年12月11日以降、親衛隊及び警察高級指導者（HSSPF）指揮下にあった戦闘団の指揮官を務める。敗戦時の役職は上アルザス親衛隊及び警察指導者（SSPF）だった。
1946年5月31日、ヴッパータール監獄内で自殺した。

## 受章等
| 日付          | 階級       |
| ------------- | ---------- |
| 1938年11月9日 | 親衛隊大尉 |
| 1939年9月10日 | 親衛隊少佐 |
| 1944年4月20日 | 親衛隊中佐 |

- 1938年10月1日記念メダル（プラハ城飾板付）
- スポーツ記章（ドイツ語版）銅章
- 突撃隊スポーツ記章（ドイツ語版）銅章
- 親衛隊文民記章（ドイツ語版）（Nr. 36786）
- 古参闘士名誉章
- 親衛隊全国指導者名誉長剣
- 親衛隊名誉リング
- ドイツ十字章金章
- パルチザン掃討章
- 剣付二級戦功十字章 - 1943年1月30日
- 剣付一級戦功十字章
- 二級鉄十字章 - 1943年5月20日
- 戦傷章黒章 - 1943年5月31日
- 一級鉄十字章 - 1943年12月16日
- 白兵戦章銅章 - 1944年4月25日
- 歩兵突撃章銅章 - 1944年4月25日
- 騎士鉄十字章 - 1944年12月11日